# Artesania del ferro

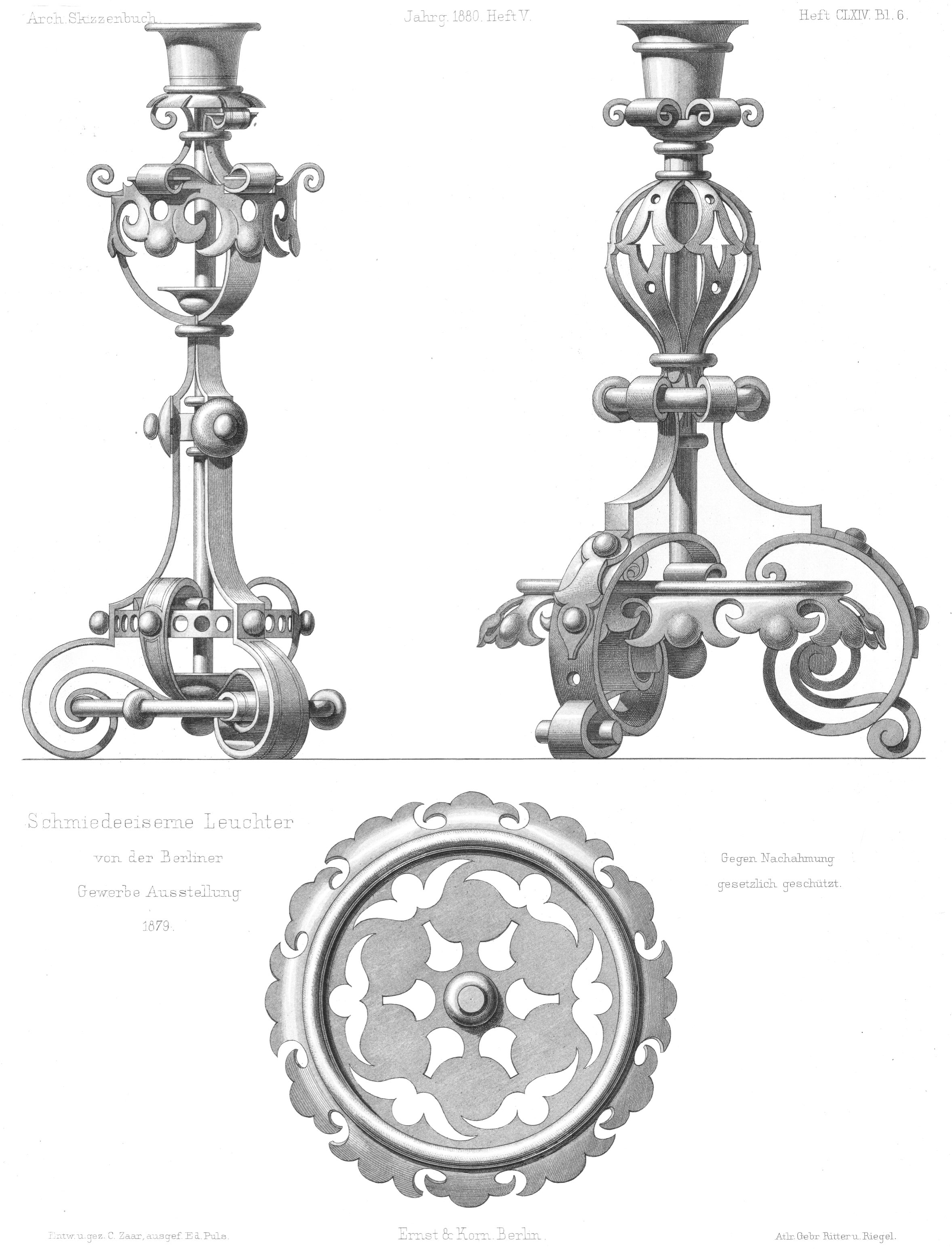
Objectes de ferro

L'artesania del ferro prové de períodes històrics antiquíssims: el treball més o menys artístic del metall del ferro podem trobar-lo en les restes arqueològiques. La civilització egípcia coneixia el ferro abans de les famoses dinasties, com ho proven els grans de collaret trobats en algun sepulcre; va fer d'aquest material un ús més útil des de la primeria dels seus temps històrics, segons ho manifesten els fragments de ferro trobats al massís de la piràmide de Kheops i en altres de posteriors. Els antics sepulcres de les ciutats mesopotàmiques d'Uruk i Ur, datats d'almenys del s. XVI ae, han conservat diferents i petits objectes de ferro juntament amb diverses eines, que arriben a pesar unes 160 tones, troballa que es va repetir tot i que en menor escala a Nimrud i en altres pobles assiris.
D'Àsia aplegà a Europa el coneixement del ferro abans dels temps llegendaris de Grècia, car s'ha descobert en ruïnes de Creta i de Micenes que es remunten a XIII ae i la seua divulgació i ús es degué a la rapidesa del progrés material humà en aquella època.
El coneixement del metall en qüestió i de la seua indústria arribà a la península Ibèrica amb els fenicis; la seua divulgació, però, s'atribueix als celtes al s. VI ae, com ho proven les troballes d'armes d'estil celta. L'edat del bronze a Europa no és una època d'absolut desconeixement del ferro, sinó que és un període de més o menys durada, segons les zones, en què estava poc estés l'ús d'aquest metall, ja per ser de més difícil extracció que el coure, o perquè s'altera amb més facilitat que el bronze per l'acció de l'atmosfera i de la terra humida, i a això es deu la desaparició de moltes eines que, sens dubte, ens llegaren les edats prehistòriques.
De la combinació del ferro amb una petita quantitat de carboni i amb un convenient tremp s'obté l'acer conegut en data remota, car se n'han trobat fragments de cadenetes en sepultures egípcies que s'atribueixen al s. XVI ae, i consta per les històries antigues la fama que tenien els celtibers a temperar bé l'acer sobretot amb les aigües de Bílbilis (actual Calataiud). La fosa de ferro pròpiament dita o reducció del ferro a estat líquid no es conegué fins al començament del s. XIX amb la invenció dels alts forns, tot i que ja en l'edat antiga s'obtingué ferro semifós.

## Història
L'evolució històrica de la indústria del ferro des del punt de vista artístic es pot dividir en tres èpoques molt desiguals:
1. Època de labor utilitària, en què té poc d'interés el vessant artístic i es busca sobretot la utilitat de les eines. És un llarg període que abasta fins al segle xiv. El ferro s'elabora amb el procediment rudimentari del forn i les manxes de corrent discontinu.
2. Època de labors decoratives, en què sobre la utilitat preval l'art o la decoració; arriba fins a l'edat contemporània. En aquesta època preval la forja de corrent continu que aviva la combustió.
3. Època d'obra industrial, que és l'actual, en què l'art esdevé una indústria per efecte de la gran i potent maquinària que supleix la mà de l'artista. En aquest període s'imposen els alts forns perfeccionats de corrent més intens.

Cadascuna d'aquestes èpoques, almenys les dues primeres, poden subdividir-se en períodes d'estils diferents.

### Protohistòria

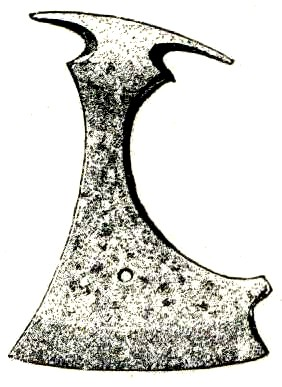
Destral sueca de l'edat de ferro

Les peces de ferro més importants creades en l'època que porta el seu nom i forma la protohistòria europea es concreten en diferents armes de mà, sobretot espases i dagues de variades formes, i en diferents classes de bocades o frens de cavall. Les espases revelen en la forma tres distintes influències de sengles civilitzacions:
- Les celtes de Hallstatt. Es diuen d'antenes perquè el pom remata en dos apèndixs que acaben en esferetes o espirals, i és una espasa curta (d'uns 40 cm), ampla i amb estries o nervadures al llarg.
- La Tene. Són espases més llargues sense nervadures i amb un espigó en comptes de pom, que era defusta. Corresponen al s. IV ae i següent.
- L'oriental o grega. Es diuen falcates perquè tenen el tall encorbat (de falç) i l'empunyadura, que sol incorporar artístiques incrustacions i relleus, té forma especial per agafar-la amb fermesa. Les d'aquest grup sovintejaren al sud de la península des del s. IV ae.
- Les de tipus celtiber propi de la península Ibèrica, que tenen el pom globular o esferoïdal. Són curtes i amples com llargs punyals i porten un nervi de reforç a la part mitjana del tall. Són molt notables les beines d'algunes espases curtes o punyals acabades en una virolla ampla i singular ornada sovint amb incrustacions geomètriques d'argent i coure, i també apareixen aquests adorns al pom d'altres espases.

Els frens de cavall i semblants, tot i que de variades formes, es componen de barretes de ferro, articulades a manera de cadena curta i robusta. A aquests objectes s'afigen, entre d'altres menys importants, els ganivets, les javelines o dards llancívols, les fletxes, llances, tisores d'una peça encorbada i ferradures de cavall, semblants aquestes últimes a les de l'edat moderna, tot i que extretes de sepultures ibèriques del s. V ae: fins a deu segles més tard no consta que foren conegudes en els altres pobles, segons els historiadors.

### Estil romànic

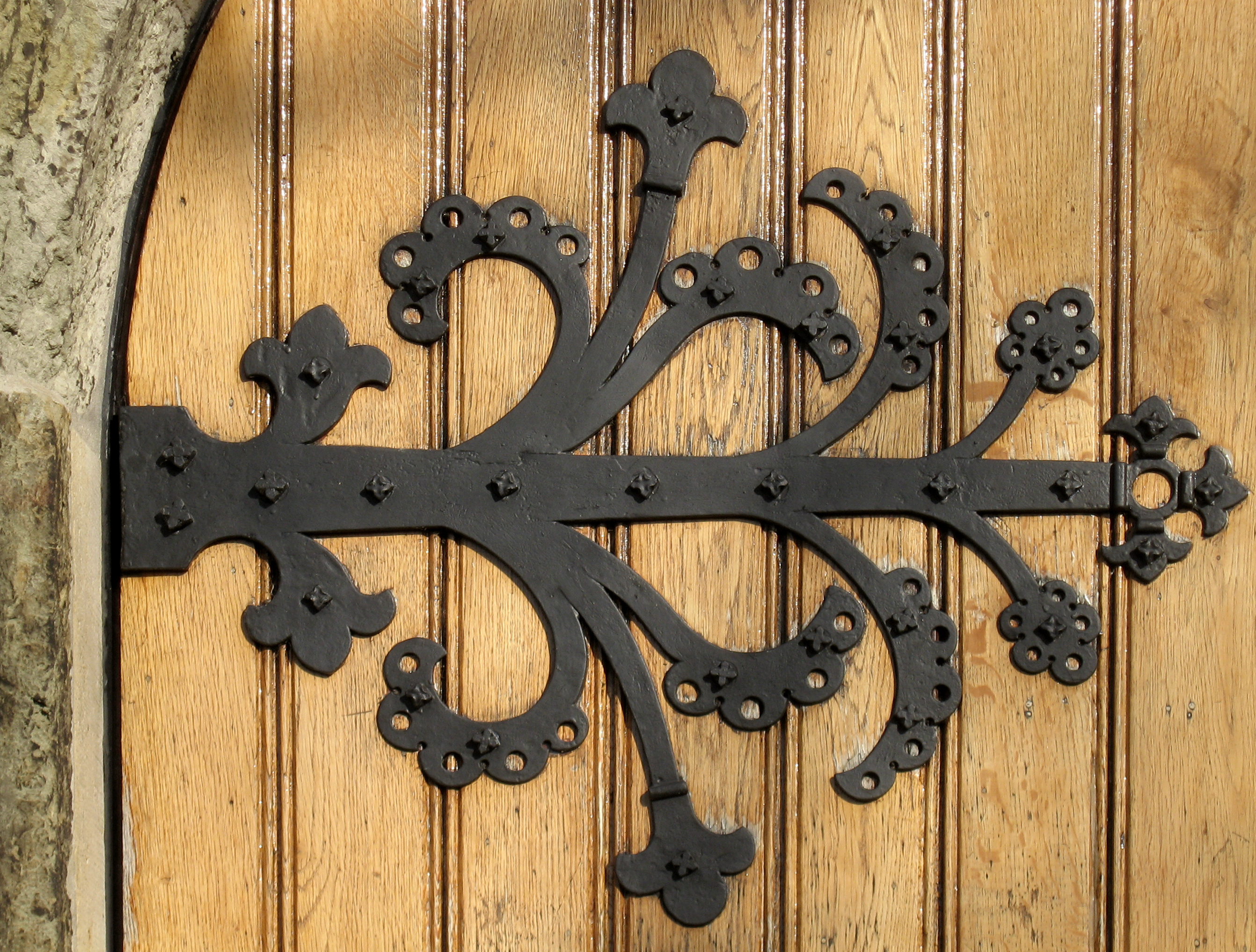
Ferradura de porta

A part de les armes i dels pocs objectes d'època visigoda, a penes si es troba algun dels temps medievals que pogués adjudicar-se'n als segles anteriors a l'XI, quan comença l'estil romànic pròpiament dit. Fins al xiv, campa en els ferros artístics l'estil romànic, que es caracteritza per l'ús repetit de l'espiral com a reforç i motiu d'ornamentació i la senzillesa de les formes. N'hi ha:
- reixes i reixats per a tancar una capella o una finestra o aïllar un recinte qualsevol: es formen amb barrots de secció quadrada units amb varetes amb forma de volutes, adornades al segle xiii;
- les ferradures per a reforç de portes i baguls;
- els canelobres en forma de trípode amb un plançó cilíndric o prismàtic quadrat que remata en punta per clavar-hi el ciri o torxa, al qual se solia afegir, des de finals del segle xiii, un gran plat de ferro per replegar-hi la cera;
- els brasers de forma rectangular, adornats amb volutes, sostinguts per un bastidor o muntant que es recolza en petites rodes;
- altres objectes menors com claus i creus de factura senzilla.

### Estil àrab
Coincidint amb l'estil romànic i el seu immediat successor, el gòtic, se'n desenvoluparen l'àrab i el mudèjar en objectes de ferro. Se'n coneixen algunes frontisses, ferradures, claus de cap gruixut i diferents claus. En els ferros artístics àrabs predomina la forma de mitja lluna, que en l'època gòtica es perllonga en els seus extrems, i tendeixen a ajuntar-se com formant una llança: es decoren en general amb labors geomètriques incises. Els caps de clau per a ornament i reforç de portes tenen forma cònica o semiesfèrica i s'adornen amb treballs lineals.

### Estil gòtic

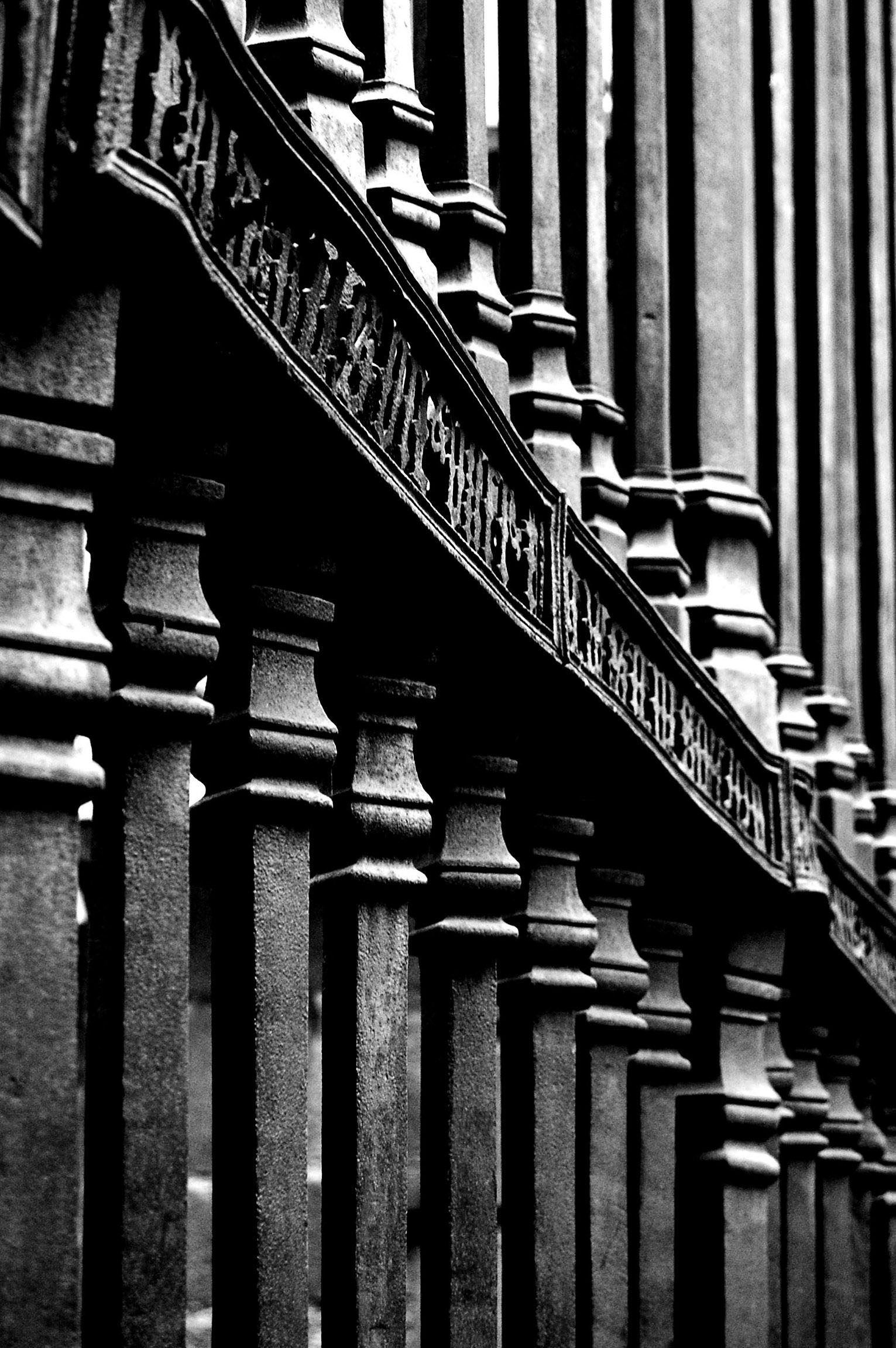
Reixa gòtica

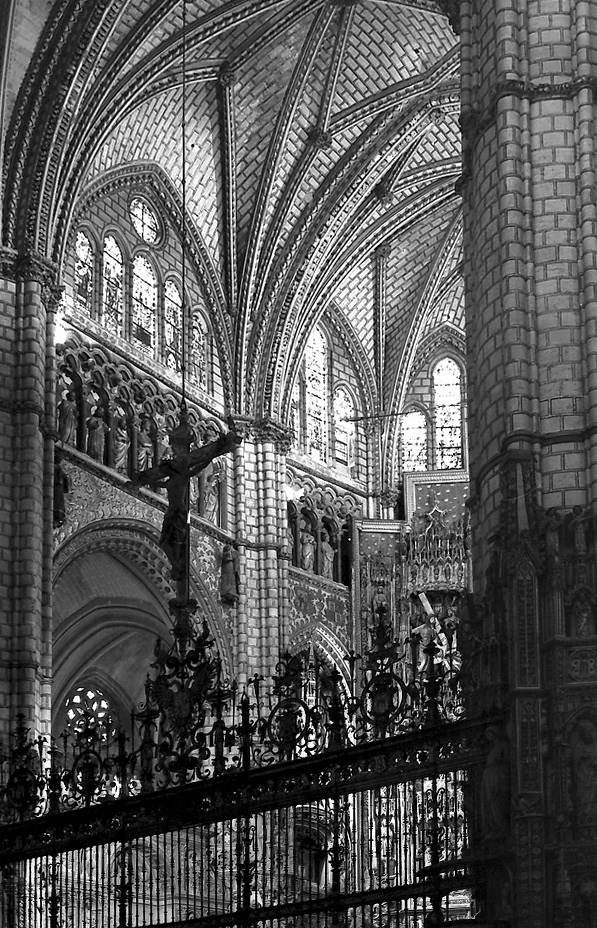
Reixa de la capella Major de la catedral de Toledo

Pertanyen als segle xiv, xv i primeria del XVI els ferros artístics d'estil gòtic; se'n distingeixen per les formes anguloses sovint calades i repussades i per la seva esveltesa i bon gust imitant l'escultura de l'època. N'hi ha:
- reixes i reixats que des de finals del segle xiv es conformen per prims barrots de secció quadrada i sovint retorçats, dividits horitzontalment en dues o més cossos mitjançant un fris o sanefa gòtics que els separa i coronats per pinacles i escuts.
- les ferradures, amb el mateix objecte que en l'època romànica però amb més adorns ramificats que solen presentar variants de la flor de lis;
- els caps de clau provinents de l'art àrab, amb el mateix fi de les ferradures, amb forma semiesfèrica o puntejada que després es converteixen en una flor oberta i que al final de l'època formen peces retallades i sobreposades amb gran varietat.
- les baldes que des de l'època romànica tenen la forma d'argolla o anella gruixuda, i en el gòtic pren, de vegades, el d'animal fantàstic i gira sobre una gran placa;
- les frontisses i els panys que solen ramificar-se o estendre's en plaques d'ornamentació;
- les creus processionals i de terme amb figures senzilles;
- els canelobres, que segueixen les formes de l'estil romànic però més estilitzades, l'arbre en té una forma poligonal o quadrada i retorçada amb nusos de tros en tros i amb un plat superior adornat de cresteria, sobre el qual descansa el cilindre buit que ha de rebre el ciri;
- les corones de llum o aranyes que es formen amb grans cèrcols o braços radiants i suspesos amb l'ornamentació pròpia de l'estil i amb encenedors o candeletes al voltant de l'aparell;
- els brasers de forma redona i muntats sobre un trípode o un cèrcol amb diversos peus;
- les arques amb ferradures calades i plaques repussades o amb randa;
- altres utensilis menors com faristols, tamborets, estreps, claus, etc.

Són bons exemples de ferros artístics d'estil gòtic les reixes del cor i d'algunes capelles de les Seus de Barcelona, Pamplona, Terol, etc.

### Edat Moderna

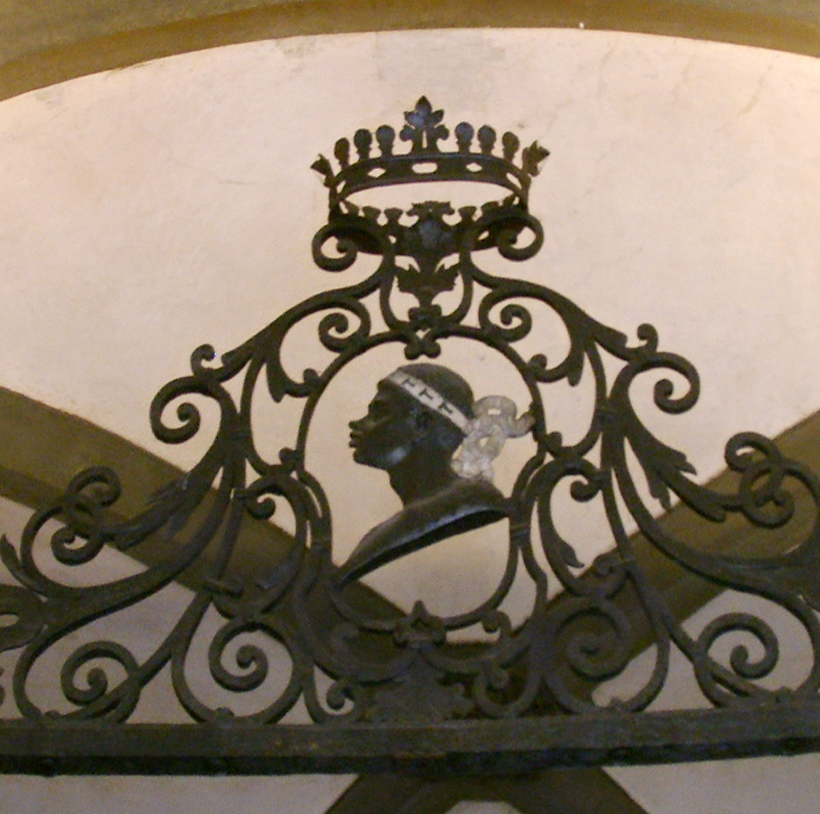
Reixat del Palau Puzzi (s. XVI)

L'apogeu al qual arribaren els ferros artístics al s. XV es completa ja entrat el XVI amb l'estil plateresc. Es constitueixen les reixes d'una manera semblant a les del període anterior, però es converteixen en sèries d'esvelts balustres, de barrots cilíndrics o quadrats i s'adornen els frisos amb repussats al gust del Renaixement, igual que la rematada o cresteria del conjunt. Solen decorar-se i preservar-se del rovell aquests i altres artefactes de ferro (com es feia sovint en el gòtic) amb una capa daurada, argentada, de paó (color negre atzur) i pintura de bon gust.